# Imbabura
Pour l’article homonyme, voir Imbabura (volcan).
La province d'Imbabura est une province de l'Équateur. Sa capitale est Ibarra.
Imbabura est aussi le nom du volcan de cette province. Il atteint une hauteur de 4 609 mètres et est accessible depuis la ville de La Esperanza. On peut en prévoir l'ascension en une seule journée.

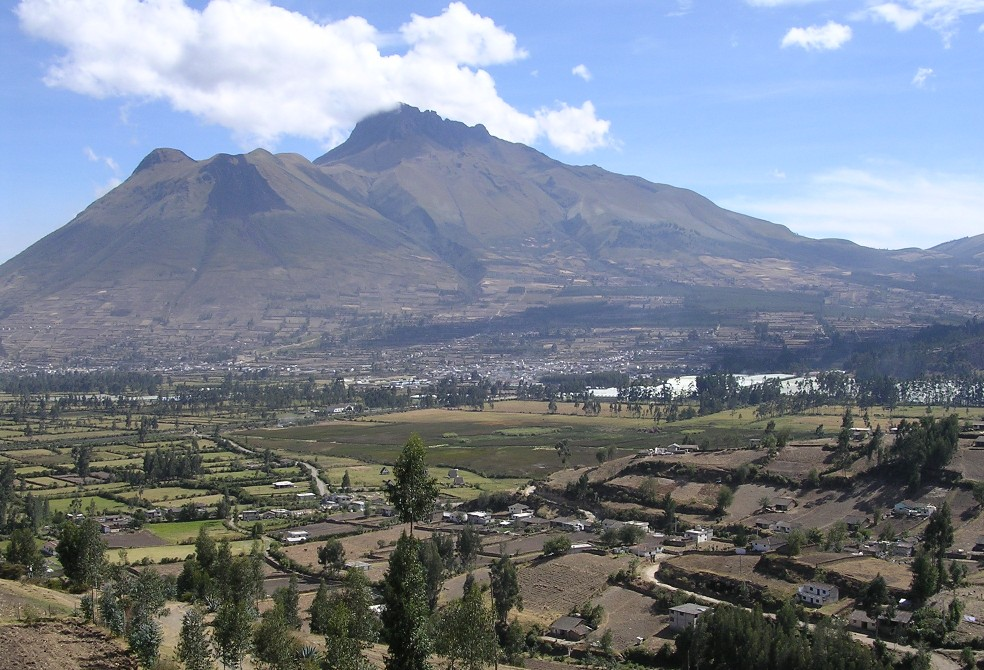
Mont Imbabura depuis le sud-est.

## Découpage territorial
La province est divisée en six cantons :

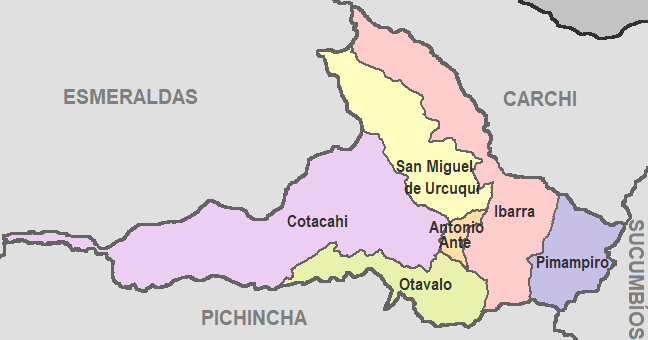
Les six cantons de l'Imbabura, ainsi que la zone de Las Golondrinas (hachurée), rattachée à la province d'Imbabura depuis 2016 mais n'appartenant à aucun canton.

| Canton                | Superficie (km2) | Population (2010) | Densité (hab./km2) | Carte     |
| --------------------- | ---------------- | ----------------- | ------------------ | --------- |
| Antonio Ante          | 97               | 43 518            | 448,6              | Atuntaqui |
| Cotacachi             | 1 848,5          | 40 036            | 21,7               | Cotacachi |
| Ibarra                | 1 093            | 55 980            | 51,2               | Ibarra    |
| Otavalo               | 500              | 104 874           | 209,7              | Otavalo   |
| Pimampiro             | 442,5            | 12 970            | 29,3               | Pimampiro |
| San Miguel de Urcuquí | 779              | 15 671            | 20,1               | Urcuquí   |

## Environnement
La province d’Imbabura, abrite aussi un autre volcan (Cotacachi), et des habitats naturels très riches en biodiversité (dont la Réserve naturelle biologique de Los Cedros aussi dite Forêt de protection de Los Cedros (l'une des 18 forêts de protection de l’Équateur), où en 2020, à la suite d'une plainte de la municipalité de Cotacachi et des gestionnaires de la réserve, le tribunal de la province d'Imbabura a imposé au ministère équatorien de l'environnement de retirer un permis environnemental d'exploitation aurifère illégalement accordé à une coentreprise d'exploitation minière (entreprise minière canadienne Cornerstone Capital Resources Inc, alliée à la société minière d'État équatorienne ENAMI), et à s’excuser publiquement auprès des habitants de ne pas avoir mise en place la consultation environnementale exigée par la Constitution), alors même que le ministère de l'environnement lui-même a classé Los Cedros dans ses « domaines prioritaires pour la conservation de la biodiversité en Equateur » et qu'il est scientifiquement démontré que les phases d'exploration et d'exploitation de l'exploitation minière dégradent la biodiversité (fragmentation forestière par les accès routiers, effets de la déforestation, contamination des nappes ou cours d'eau par les métaux lourds, colmatage par le sédiments pollués, déchets miniers, etc.). 
Ces forêts de nuages sont au cœur d'un scandale national plus vaste, révélé en 2017 par le Rainforest Information Center qui a fait apparaitre que sur deux bandes traversant tout le pays du nord au sud (partant des forêts humides d'altitude du nord jusqu'aux territoires indigènes des sources amazoniennes, le gouvernement équatorien a secrètement accordé à des sociétés minières (de Chine, d'Australie, du Canada et du Chili) près de 2 millions d'hectares supplémentaire de concessions minières (+300 % de surface concédée environ, en 2 ans) ; territoires également situés sur environ 750.000 hectares d'aires naturelles protégées et environ un million d'hectares de réserves indigènes ou terres abritant des populations autochtones amérindiennes,.
Ce faisant le gouvernement de Lenín Moreno a violé plusieurs dispositions constitutionnelles : le Titre II de la constitution stipulant au Chapitre 7 « La nature (...) a droit au respect intégral de son existence et au maintien et à la régénération de ses cycles de vie, de sa structure, de ses fonctions et de ses processus évolutifs ». La Constitution impose en outre une consultation publique libre, préalable et éclairée avec les communautés touchées par les impacts d'éventuelles mines . Le gouvernement, soutenant les sociétés minières, a ensuite, avec ENAMI fait appel de la décision prise par la cour constitutionnelle de son pays, alors qu'en dépit de la décision de la Cour, la société minière Cornerstone Capital Resources poursuivait sa campagne d'exploration dans la zone protégée, « en violation directe de l'ordonnance du tribunal et sans les permis appropriés ».
Mi mai-2020, la Cour constitutionnelle (la plus haute cour du pays) s'est saisie du dossier, en considérant notamment le rôle de Los Cedros pour la biodiversité, et la présence des « dernières populations de singe-araignée, dans un état critique de conservation, et de l'ours andin (à lunettes) [qui est] en danger d'extinction ». Elle a organisé environ 10 h d'audience publique où 17 scientifiques équatoriens et internationaux ont été invités, ainsi que des avocats, des défenseurs des droits de l'homme et de la nature, et des représentants et de plusieurs sociétés minières. La décision finale de la cour, annoncée pour la fin 2020, pourrait faire jurisprudence au niveau national voire international, car c'est la première fois qu'elle fait appel aux  droits de la nature, constitutionnels de l'Équateur, pays qui reconnait légalement plus de 2,4 millions d’hectares (6 millions d’acres) de forêts protégées sur le sujet des droits de la nature, Alors que le gouvernement en place veut au contraire encourager une politique extractiviste, d'exploitation minière des métaux à grande échelle, disant vouloir faire de l’Équateur un « pays minier ».

Selon Jonathon Porritt : « L’Équateur a été la première nation à inclure les droits de la nature dans sa constitution. Elle pourrait maintenant devenir la première nation à protéger de larges pans de la biodiversité, sur la base de cette innovation constitutionnelle. Cela créerait un précédent inestimable dans le monde entier ».